# Eduard Angerer
Eduard Angerer (ur. 7 grudnia 1816 w Wiedniu, zm. 22 sierpnia 1898 tamże) – austriacki duchowny katolicki, biskup pomocniczy Wiednia 1876-1898 i tytularny arcybiskup Selymbria 1890-1898.

## Życiorys
Święcenia kapłańskie otrzymał 24 lipca 1841.
26 czerwca 1876 papież Pius IX mianował go biskupem pomocniczym Wiednia. 16 lipca 1876 z rąk arcybiskupa Johanna Rudolfa Kutschkera przyjął sakrę biskupią. 26 czerwca 1890 papież Leon XIII mianował go arcybiskupem tytularnym Selymbria. Obie funkcje pełnił aż do swojej śmierci.